# Skatepunk
Skatepunk (soms ook skaterock of skatecore) is een subgenre van de punkrock (of de hardcore punk) dat vooral populair is bij skateboarders.
Skatepunk is oorspronkelijk in de jaren tachtig uit de hardcore punk ontstaan. In de jaren negentig verschoof de skatepunk echter meer naar het meer melodische poppunk, waar het sindsdien nauw verwant aan wordt beschouwd. De twee genres overlappen elkaar vaak, en dus worden veel bands bij beide genres ingedeeld. Dit komt door het vaak luchtige punkgeluid, dat al gauw als pop wordt ervaren. Veel gebruikte instrumenten in de skatepunk zijn gitaren met distortion, bas, en drums. De drums worden meestal gespeeld in een surfrock-stijl.

## Voorbeelden
- The Adolescents
- Bad Religion
- Blink-182
- D.R.I.
- Lagwagon
- NOFX
- No Use for a Name
- The Offspring
- Pennywise
- Suicidal Tendencies